# Реле
Релето (на английски: relay) е електромеханичен електронен компонент – електромагнитен превключвател, предназначен за комутация на електрическа верига при малки токове с цел скокообразно изменение на изходната величина при зададено изменение на входната величина. Широко се използва в различни автоматични устройства. По принципа си на действие има електрически, пневматични, механични и термични релета, но най-разпространени са електрическите (електромагнитните) релета.
Основните части на електромагнитното реле са електромагнит, котва и превключвател. Електромагнитът представлява електрически проводник, намотан на бобина със сърцевина от феромагнитен материал. Котвата е пластина от магнитен материал, която чрез лостче управлява контактите. При пропускане на електричен ток през намотката на електромагнита възниква магнитно поле, което притегля котвата към сърцевината и тя превключва контактите. Самите контактни пластини могат да бъдат включващи, изключващи или превключващи.
Разликата на релетата от контакторите се състои в значително облекчената контактна система и в това, че работните контактни тела могат да бъдат повече (когато едните се затварят, другите се отварят).
Основен показател за определяне на параметрите на електромагнитните релета е съотношението между т.нар. електромеханична (тягова) и механична (противодействаща) характеристики.

## История
Първото реле е изобретено от американеца Дж. Хенри през 1831 г. и е с електромагнитен принцип на действие. То обаче не било комутационно, а първото комутационно реле е дело на изобретателя Самюъл Морз през 1837 г., използвано след това в телеграфния му апарат.
Думата реле води началото си от английското relay, което означавало смяна на пощенските коне на станциите или предаването на пръчката (relay) при щафетното бягане.
|  | Тази страница частично или изцяло представлява превод на страницата „Реле“ в Уикипедия на руски. Оригиналният текст, както и този превод, са защитени от Лиценза „Криейтив Комънс – Признание – Споделяне на споделеното“, а за съдържание, създадено преди юни 2009 година – от Лиценза за свободна документация на ГНУ. Прегледайте историята на редакциите на оригиналната страница, както и на преводната страница, за да видите списъка на съавторите. ВАЖНО: Този шаблон се отнася единствено до авторските права върху съдържанието на статията. Добавянето му не отменя изискването да се посочват конкретни източници на твърденията, които да бъдат благонадеждни. |